# Elizabeth C. Crosby
Elizabeth Caroline Crosby (Petersburg, 25 ottobre 1888 – Birmingham, 28 luglio 1983) è stata una neuroscienziata statunitense, nota per il contributo significativo all'anatomia comparata del sistema nervoso dei vertebrati.  Sebbene Crosby non avesse una formazione medica, fu la prima donna ad ottenere nel 1936 una cattedra ordinaria presso la Scuola di Medicina dell'Università del Michigan.

## Biografia
Elizabeth C. Crosby nacque nel 1888 a Petersburg, Michigan, figlia di Lewis Frederick e Frances Krepsa Crosby. Si laureò all'Hadrian's College con un Bachelor of Science in matematica nel 1910. Influenzata dal professore di fisica e chimica Elmer Jones, si iscrisse all'Università di Chicago ed ottenne un master in biologia nel 1912 seguito, grazie ad una borsa di studio, da un dottorato in anatomia nel 1915 sotto la guida di Charles Judson Herrick (1868-1960) (tesi: The Forebrain of Alligator Mississippiensis). Nel 1920, Crosby divenne docente di neuroanatomia e istologia all'Università del Michigan nel dipartimento di anatomia diretto da Gotthelf Carl Huber (1865-1934). 
Nel 1923, Crosby prese un congedo per lavorare con lo scienziato Cornelius Ubbo Ariëns Kappers presso l'Istituto Centrale per la Ricerca sul Cervello di Amsterdam. Mentre era lì, diede un contributo significativo all'anatomia comparata del sistema nervoso dei vertebrati". Fu significativamente coinvolta nell'edizione inglese della monografia di Kappers sulla neuroanatomia comparata (pubblicata nel 1936) e lavorò alla sua monografia sulla neuroanatomia comparata presso l'Università dell'Alabama, dove fu pubblicato il volume sull'endbrain (telencefalo). Sebbene Crosby non avesse una formazione medica, divenne la prima donna a ricevere una cattedra ordinaria presso l'Università del Michigan, dove ebbe il Faculty Achievement Award nel 1956. Dopo aver preso un anno sabbatico nel 1939 per lavorare con il professor Robert Douglas Lockhart (1894-1987) all'Università di Aberdeen in Scozia, fu involontariamente costretta a rimanervi fino al 1941 a causa dello scoppio della seconda guerra mondiale.
Rientrata negli Stati Uniti, nel 1946 tenne la Henry Russell Lecture all'Università del Michigan.
Oltre alla neuroanatomia comparata, è stata anche assistente anatomica in molte operazioni cerebrali. All'università era anche nota per l'eccezionale insegnamento, capacità ufficialmente riconosciuta nel 1957 quando la Galens Society della University of Michigan School of Medicine ha istituito l'annuale Elizabeth C. Crosby Award per la migliore istruzione scolastica preclinica. Nel 1963 Elizabeth divenne professore emerito di anatomia e consulente in neurochirurgia presso l'Università dell'Alabama a Birmingham, e di nuovo divenne professore emerito di anatomia presso l'Università del Michigan.
Nel 1979, Crosby ricevette la National Medal of Science dal presidente Jimmy Carter "per gli eccezionali contributi alla neuroanatomia comparata e umana e per la sintesi e la trasmissione della conoscenza dell'intero sistema nervoso del phylum dei vertebrati". Le sue "accurate descrizioni" del cervello dei vertebrati – in particolare dei rettili – hanno contribuito a "eludere la storia dell'evoluzione" e il suo lavoro come assistente diagnostico clinico per neurochirurghi ha portato alla "correlazione tra anatomia e chirurgia".
Morì a Birmingham nel luglio 1983 all'età di 95 anni.
Nel 1987 fu inserita nella Alabama Women's Hall of Fame.

## Premi e riconoscimenti
- 1926 - Premio Solis dall'Università del Michigan.[1]
- 1950 -  Premio dell'Associazione Americana delle Donne Universitarie.[1][7]
- 1957 - Premio Elizabeth C. Crosby per il miglior insegnamento preclinico dalla Galens Society della University of Michigan Medical School.[1]
- 1969 - Karl Spencer Lashley Award
- 1970 - Dottorato onorario in scienze dall'Università del Michigan.[1]
- 1972 - Henry Gray Award dall'American Association of Anatomists.[1]
- 1979 - National Medal of Science, presentata dal presidente Jimmy Carter.[1]
- 1980 - Professore Illustre di Facoltà, Università dell'Alabama a Birmingham.[2]
- 1987 - Inserita nell'Alabama Women's Hall of Fame

## Opere (selezione)
- 1917 - Il proencefalo dell'alligatore mississippiensis, Journal of Comparative Neurology, numero 791.
- 1936 - con Cornelius Ubbo, Arien Cappers e J. Karl Huber, Anatomia comparata del sistema nervoso dei vertebrati, compreso l'uomo, vol. 1, vol. 2. New York, Hafner Publishing Company.
- 1955 - con Kahn, Edgar A.; Basset, Roberto; Schbeider, Richard C., Neurochirurgia correlata, Springfield: Charles C. Thomas. Una 2a edizione nel 1969, l'ultima 3a edizione nel 1982.
- 1960 - con Herrick, C. Judson (Charles Judson), Un profilo di laboratorio di neurologia, Filadelfia, W.B. Saunders.
- 1962 - Anatomia correlativa del sistema nervoso, New York, Macmillan.
- 1976 - con Augustine, J., Il significato funzionale di alcuni modelli motori duplicati sulla corteccia cerebrale nei primati, compreso l'uomo, Clinical Neurology and Neurosurgery, 79:1-14.
- 1982 - con H.N. Schnitzlein, Neuroanatomia comparativa correlativa del telencefalo vertebrato, New York, McMillan.